# Epacretron pinnagum
Epacretron pinnagum är en tvåvingeart som först beskrevs av Quate 1965.  Epacretron pinnagum ingår i släktet Epacretron och familjen fjärilsmyggor. Inga underarter finns listade i Catalogue of Life.